# Schoenoplectiella microglumis
Schoenoplectiella microglumis là loài thực vật có hoa trong họ Cói. Loài này được (Lye) Lye mô tả khoa học đầu tiên năm 2003.